# Klotten
Klotten est une municipalité de l'arrondissement (Landkreis) de Cochem-Zell du Land de Rhénanie-Palatinat, en Allemagne. Elle fait partie de la communauté des communes de Cochem-Land qui compte 16 communes.

## Géographie
La commune de Klotten est située au bord de la Moselle, entre Trèves et Coblence, et est entourée de vignobles abruptes.

## Personnalités liées à la ville
- Alfons Friderichs (1938-2021), écrivain né à Klotten.

## Jumelage
| Ville | Ville      | Pays | Pays   | Période     |
| ----- | ---------- | ---- | ------ | ----------- |
|       | Berlaimont |      | France | depuis 1972 |

## Lieux et monuments
- Le parc d'attractions Wild- und Freizeitpark Klotten.